# 富山県道235号片口牧野線
富山県道235号片口牧野線（とやまけんどう235ごう かたぐちまきのせん）は富山県射水市から高岡市に至る一般県道である。

## 概要

### 路線データ
- 起点：富山県射水市片口（富山県道232号堀岡小杉線交点）
- 終点：富山県高岡市姫野（国道415号・富山県道351号姫野能町線交点）
- 延長：4,513m

## 沿革
- 1960年（昭和35年）4月23日 - 認定[1]

## 通過する自治体
- 富山県
  - 射水市 - 高岡市

## 接続する道路
- 富山県道232号堀岡小杉線（起点：片口交差点）
- 国道415号（立町交差点 - 姫野交差点（終点）で重複）
- 富山県道351号姫野能町線（終点：姫野交差点）

## 周辺
- 万葉線新湊港線
  - 新町口駅
  - 中新湊駅
- 射水市立片口小学校
- 射水市立放生津小学校
- 北國銀行 新湊支店
- 北陸銀行 新湊支店
- 富山銀行 新湊支店
- 新湊信用金庫 本店
- 新湊立町郵便局
- パーカー加工 北陸工場（日本パーカライジング関連会社）
- アイシン軽金属（アイシン子会社）
- 三協マテリアル 奈呉工場
- 三協立山アルミ 射水工場
- 三精工業 本社
- クロタニコーポレーション
- 富山住友電工（住友電気工業グループ）
- 丸藤シートパイル 北陸工場
- 日本高周波鋼業 富山製造所
- 新鮮市場キハナ 姫野店
- クスリのアオキ 姫野店
- クスリのしみず 姫野店
- アルビス リーフランド店
- マルサムバラエティセンター 姫野店

## その他
- 路線名の「牧野」は、終点付近の旧自治体名（富山県射水郡牧野村）に由来する。